# Монтекио (Пиза)
Монтекио је насеље у Италији у округу Пиза, региону Тоскана.
Према процени из 2011. у насељу је живело 158 становника. Насеље се налази на надморској висини од 165 м.